# Seismische Sprengung
Seismische Sprengungen werden verwendet, um seismische Wellen zu erzeugen, die im Kontext wissenschaftlicher Fragestellungen mit seismischen Methoden ausgewertet werden.

## Verwendete Sprengstoffe
Für seismische Sprengungen werden meist gelatinöse Sprengstoffe verwendet, die besonders sensibilisiert sind, um auch unter großen Drücken optimal detonieren zu können. Eine seismische Welle sollte aus einer genau definierten Erschütterungswelle bestehen. Dies setzt besondere Anforderungen an eine gleichmäßige Detonation voraus. Daher wird z. B.
- Rioseis[1] (vormals Seismoplast)
- Donarit S[2]

in verschraubbaren Plastikpatronen geliefert.

## Verwendete Zündmittel
Um genaue Detonationen auslösen zu können, sind spezielle seismische Zünder nötig. Normale Sprengzünder haben meist eine Auslösegenauigkeit von einigen Millisekunden. Dies ist nicht ausreichend für seismische Sprengungen. Daher gibt es hier spezielle Zünder, die mit hoher Präzision auslösen.

## Durchführung
Zur Durchführung einer seismischen Sprengung werden eine oder mehrere Bohrlöcher gebohrt, der Sprengstoff mit den Zündern eingebracht und zur Detonation gebracht. Die entstehenden und an den Erdschichten reflektierten Wellen werden dann registriert und ausgewertet. Refraktions- und reflexionsseismische Auswertungsmethoden gehören zu den Standardverfahren geophysikalischer Untersuchungen.